# Esmeralda (1855)
20°10′16″ пд. ш. 70°09′00″ зх. д. / 20.17111111° пд. ш. 70.15° зх. д.
Esmeralda  дерев'яний паровий корвет ВМС Чилі, спущений на воду 1855 та потоплений перуанським броненосцем "Уаскар" 21 травня 1879 року під час  Тихоокеанської війни.

## Історія корабля
Будівництво корабля було дозволено 30 червня 1852 року президентом Мануелем Монттом та міністром війни та флоту Хосе Франсиско Ганою. Чилійський військово-морський офіцер Роберт Вінтроп Сімпсон та суднобудівник Вільям Пітчер з Нортфліта, Англія, підписали 23 жовтня 1854 р. контракт на будівництво корвета загальною вартістю 23 000 фунтів стерлінгів. 
Корабель був закладений у грудні 1854 р. І був спущений на воду 26 червня 1855 р. Під назвою "Есмеральда", на честь фрегата, захопленого Томасом Кокреном під час війни в Чилі за незалежність. 
Корабель мав дерев'яний корпус, вкритий міддю. Його довжина складала 64 метри(виключаючи бушприт ), бімс 9,8 метрів та осадку 5,5 метрів. Чотири котли на вугіллі забезпечували роботу двох горизонтальними конденсаційними парових двигунів потужністю 200 індикативних кінських сил, що забезпечувало швидкість у  до 8 вузлів або 15 км/год при ході під парою.  Один гвинт міг  підніматися, коли корабель пересувався за допомогою вітрил. Екіпаж корабля склададав 200 осіб. 

### Історія служби
"Есмеральда" була передана флоту 18 вересня 1855 року  і врешті-решт відплила з Фолмута, під командуванням Сімпсона і прибула до Вальпараїсо 7 листопада 1856 року. 
26 листопада 1865 року під час війни за острови Чінча, перебуваючи під командуванням Хуана Вільямса Реболледо, корвет захопив іспанську шхуну "Ковадонга" ув битві при Папудо. 
Початкове озброєння із двадцяти 32-футових гармат було замінено у 1867-68 роках дванадцятьма нарізними 40-фунтовими  гарматами Армстронга  та чотирма гладкоствольними 40-фунтовими гарматами Вітворта. 

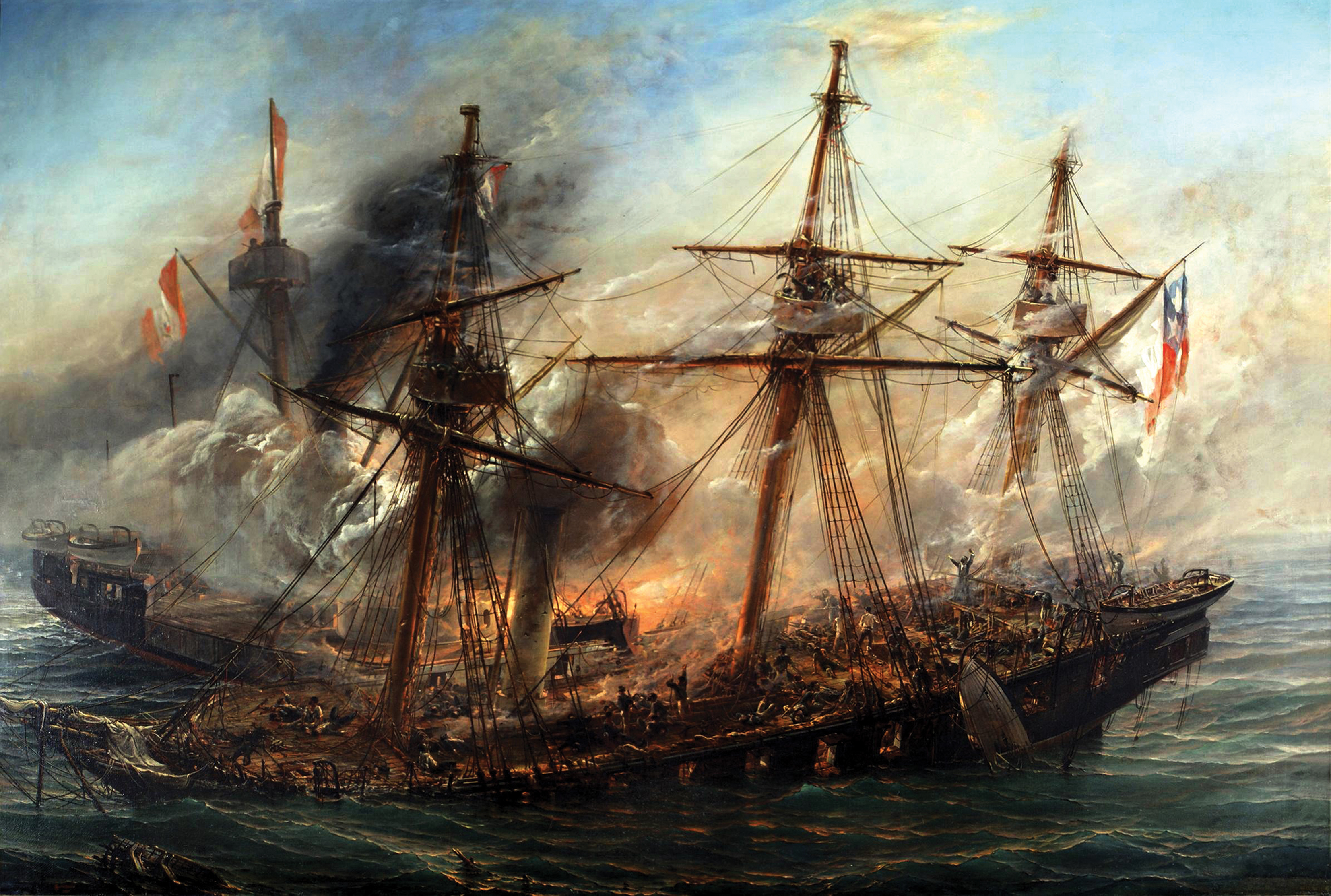
Картина Томаса Сомеркейла "Потоплення "Есмеральди" Уаскаром" під час битви під Ікіке"

21 травня 1879 року під час Тихоокеанської війни "Есмеральда"  зіткнулась з "Уаскаром" у битві під Ікіке . Незважаючи на матеріальну перевагу перуанського корабля, бій тривав понад три години. Капітан "Есмеральда", Артуро Прат був убитий під час спроби взяти корабель противника на абордаж ворога, і "Уаскар" врешті-решт потопив "Есмеральду" кількома таранними ударами.  На честь капітана Прата 1890 року було названо броненосець ВМС Чилі.  

## Музей Корвета Есмеральда
У Ікіке репліка "Есмеральди" 20 травня 1879 року  була відкрита як корабель-музей 20 травня 2011 року президентом Себастьяном Піньєрою, під час церемонії, у якій взяли участь нащадк Артуро Прата. 

## Зовнішні посилання
- Museo Corbeta Esmeralda. Архів оригіналу за 23 липня 2020. Процитовано 9 липня 2020.